# Luxmeter

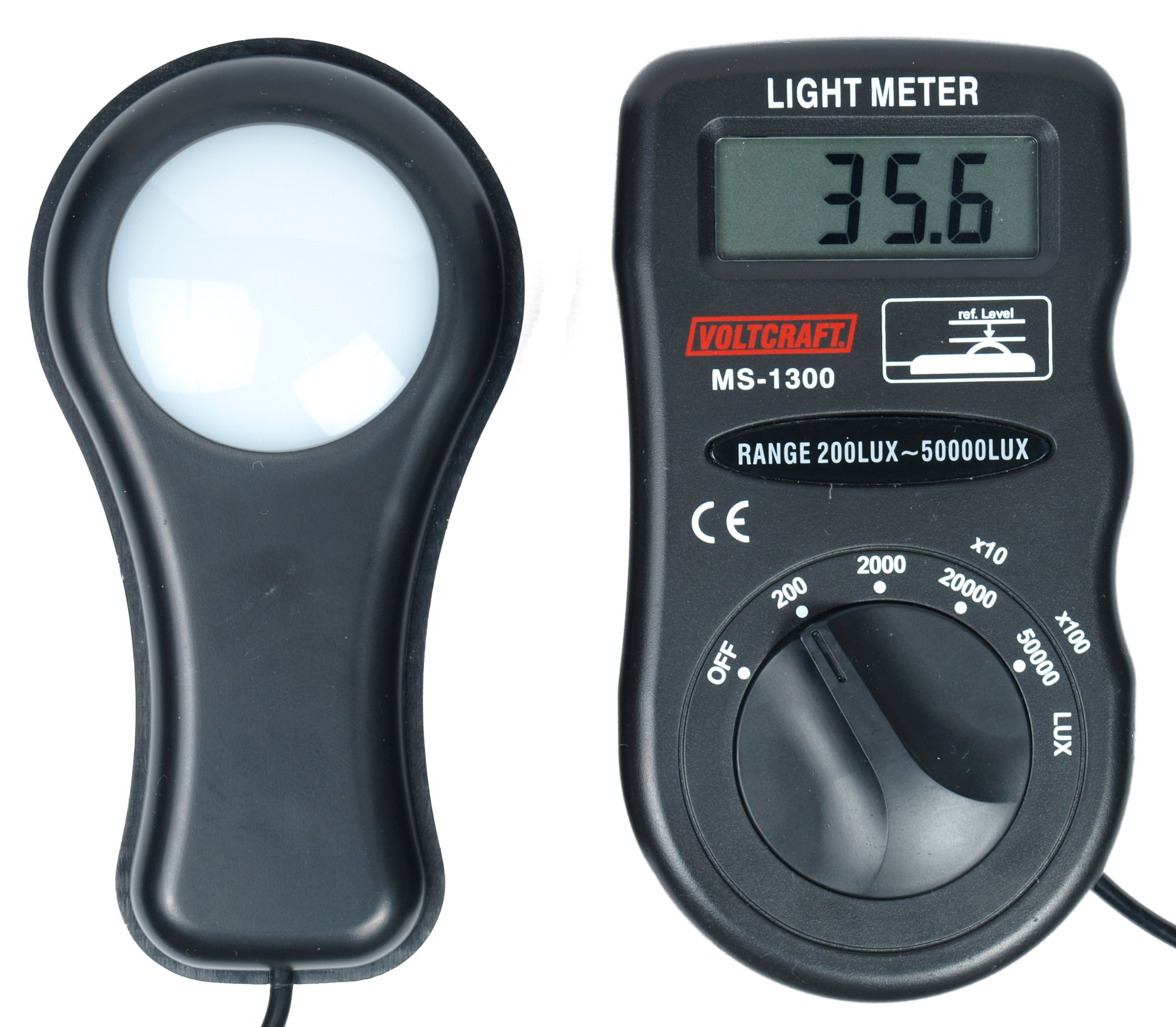
Luxmeter mit externer Messzelle

Mit einem Luxmeter wird die Beleuchtungsstärke gemessen. Die Beleuchtungsstärke in lux ist der einfallende Lichtstrom pro beleuchteter Fläche. Diese Größe gibt an, wie hell es am Messpunkt ist (unabhängig von Ausdehnung und Richtung der Lichtquelle). Luxmeter werden beispielsweise zur Messung der Beleuchtungsstärke an Arbeitsplätzen oder Straßenbeleuchtungen eingesetzt.
Beim Photometer steht dagegen die Untersuchung einer Lichtquelle oder die spektrale Absorption einer chemischen Probe oder einer reflektierenden Fläche im Vordergrund.
In der Fotografie kann man das Luxmeter einsetzen, um zu messen wie hell ein Motiv beleuchtet wird. Dagegen misst ein Belichtungsmesser das vom Motiv zurückgestrahlte Licht von der Kameraposition aus und dient zur Einstellung von Belichtungszeit und Blende.

## Klassisches Luxmeter
Als Messzelle dient beim klassischen Luxmeter häufig eine Silizium-Photodiode. Bei einigen Geräten dient die Messzelle gleichzeitig zur Energieversorgung, so dass diese Geräte ohne Batterie funktionieren.
Vorgeschaltet ist dem Sensor ein Filter, der das auftreffende Licht mit einer Hellempfindlichkeitskurve des menschlichen Auges für das Tagsehen bewertet. Diese Kurve wird als V(λ) bezeichnet. Dieser Filter ist historisch auf Glühlampen, also Schwarze Körper, optimiert, welche viel Infrarot und sehr wenige Blau abstrahlen. Weil dieser Filter bei vielen Geräten im blauen Spektrum nicht die nötige Flankensteilheit hat, werden bei LEDs oft die blauen Anteile zu hoch gewertet oder gar UV-Anteile mitgemessen; dadurch werden zu hohe Helligkeiten angezeigt.
Die gemessene Helligkeit ist abhängig vom Einfallswinkel der Lichtquelle auf das Messgerät, dies bezeichnet man als Kosinusfehler.

## Smartphone als Luxmeter

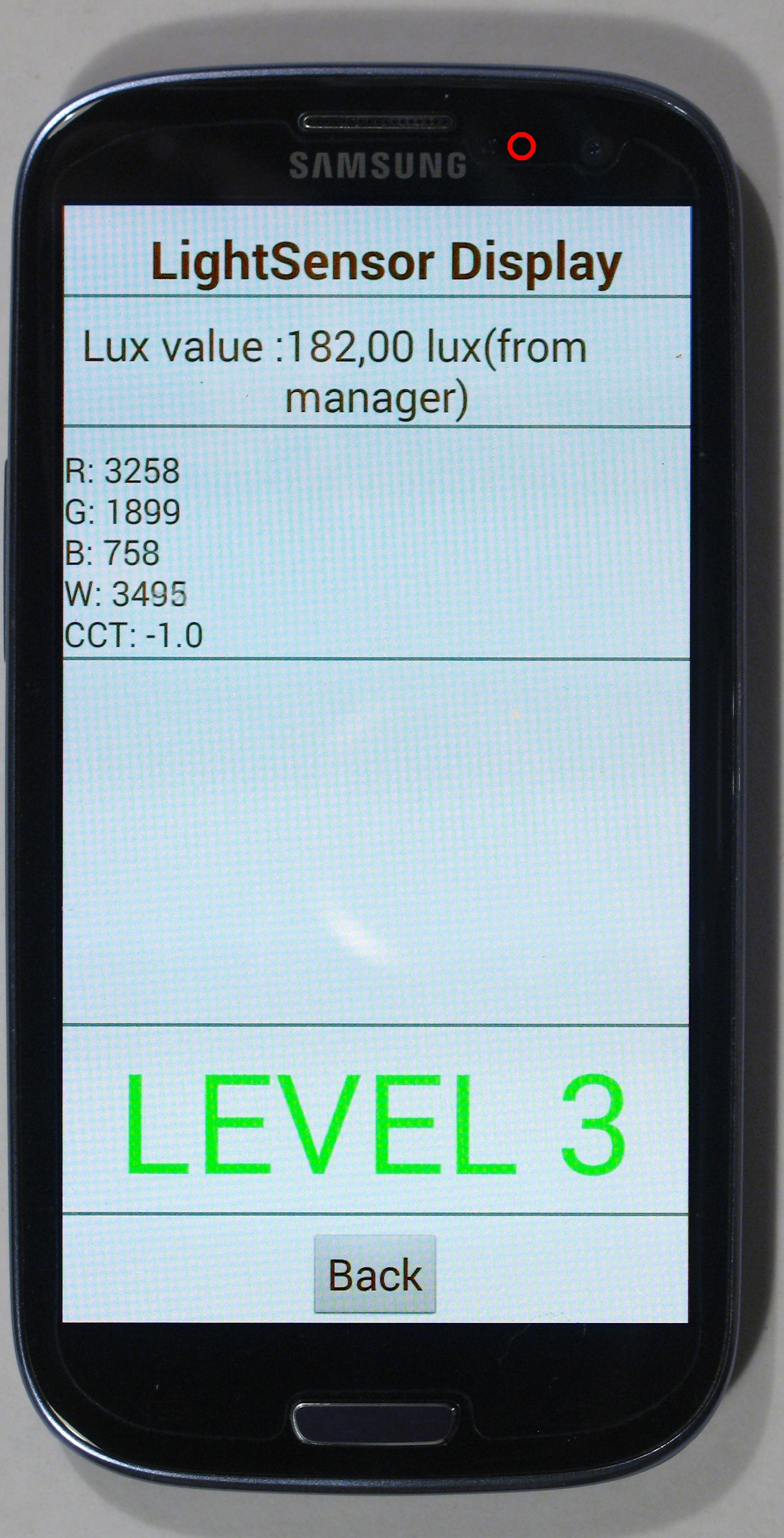
Smartphone als Luxmeter. Der Lichtsensor ist rot markiert.

In den meisten Smartphones ist ein Lichtsensor eingebaut, mit dem die Beleuchtungsstärke gemessen werden kann, entweder mit dem Servicemenü oder mit einer zusätzlichen App, zum Beispiel der quelloffenen App phyphox (physical phone experiments). Da jederzeit verfügbar, kann ein Smartphone, als Luxmeter genutzt, auch für die Optimierung von Beleuchtungsstärken im häuslichen Umfeld eingesetzt werden.
Die Genauigkeit ist gering, denn der Sensor hat meist keinen Filter vorgeschaltet und misst gleichermaßen UV-, Sichtbares und Infrarot-Licht. Für den gelegentlichen Vergleich von Beleuchtungsstärken eignet sich ein Smartphone dennoch.